# Briollay
Briollay – miejscowość i gmina we Francji, w regionie Kraj Loary, w departamencie Maine i Loara.
Według danych na rok 2010 gminę zamieszkiwało 2 668 osób, a gęstość zaludnienia wynosiła 186 osób/km².